# Plaina desempenadeira

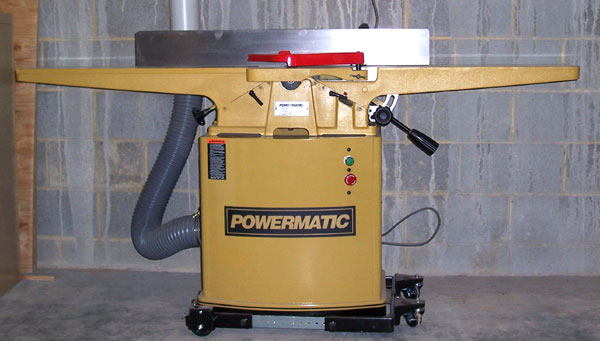
Plaina desempenadeira de ponta ou profissional, discernível pelo reservatório de vácuo integral, pela proteção da lâmina de metal e pelas mesas de alimentação e saída muito longas. As mesas moderadamente largas (4-8 polegadas, 10-20 centímetros) a tornam adequada para as operações com poder de aplainamento de um único lado.

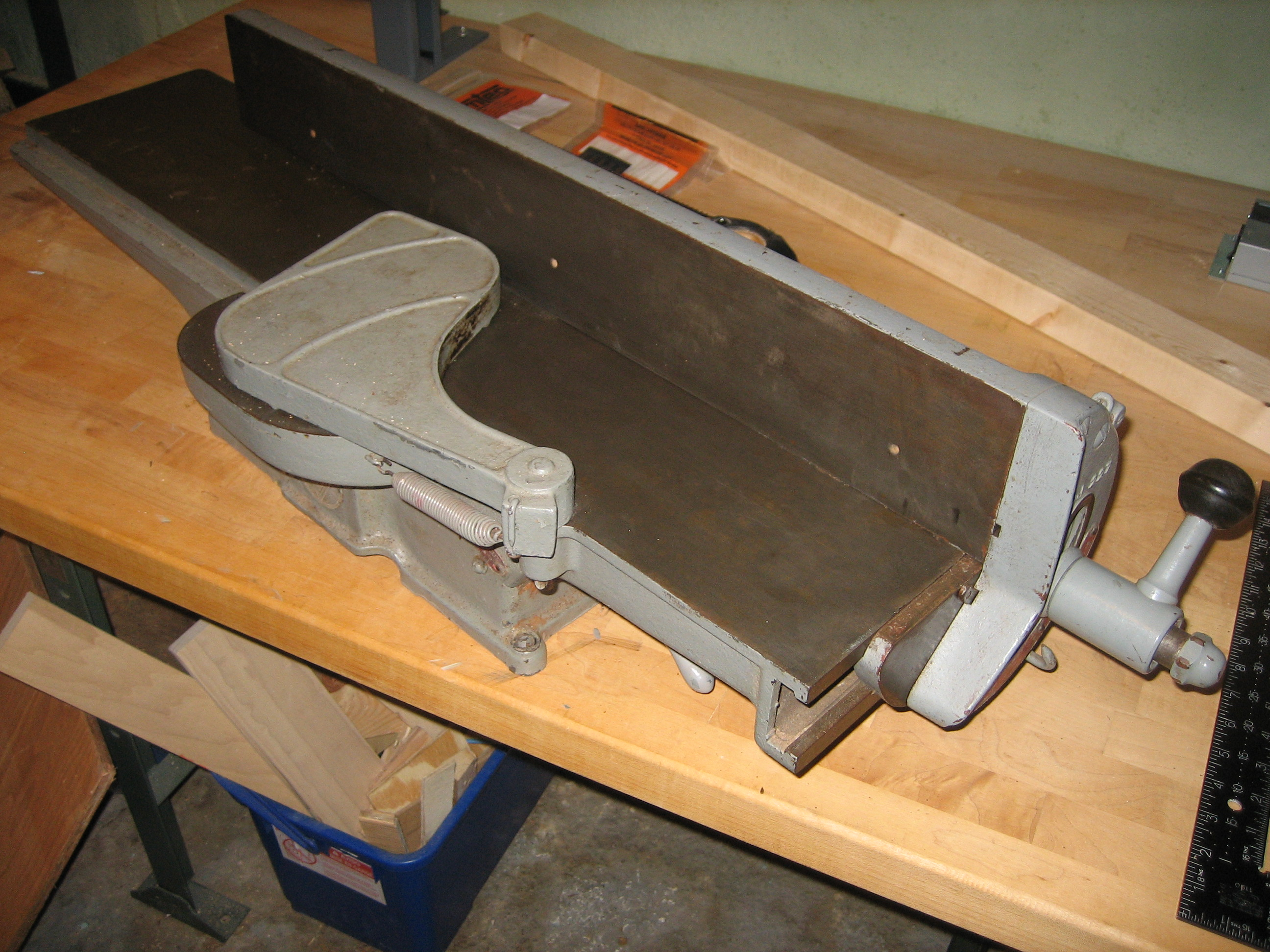
Plaina desempenadeira de bancada. Possui mesas mais curtas, embora a largura deste modelo o torne uma aplainadora de superfície útil para peças curtas.

Como um desempeno funciona. Observe as alturas da mesa de entrada e saída em relação às lâminas de corte rotativas de alta velocidade.

Plaina desempenadeira ou desempeno é uma máquina para trabalhar madeira usada para produzir uma superfície plana ao longo do comprimento de uma placa. Como plaina, a máquina opera na borda estreita das placas, preparando-as para serem usadas como juntas de topo ou coladas em painéis. A configuração de uma plaina desempenadeira tem a largura que permite alisar ('aplainar a superfície') e nivelar as faces (larguras) das placas pequenas o suficiente para caber nas mesas.

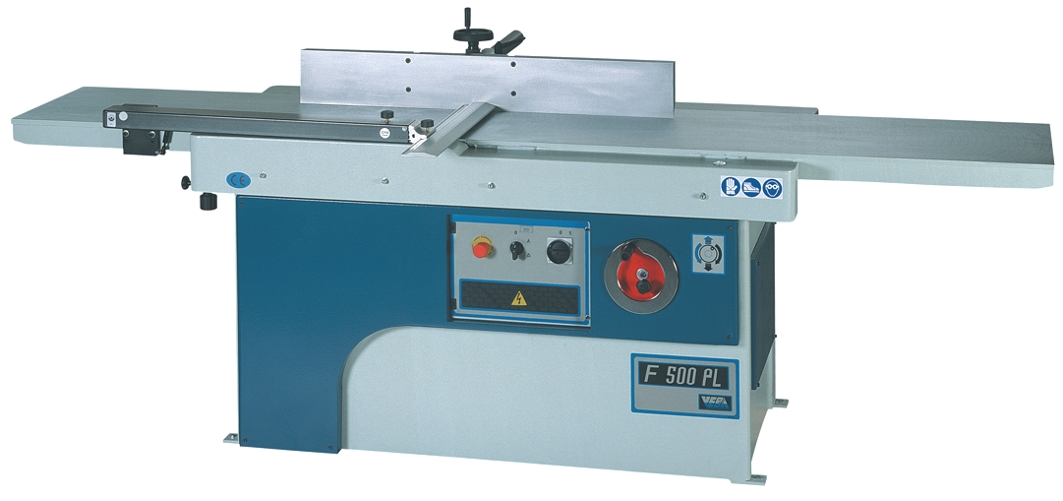
Plaina desempenadeira ou desempeno com um par de mesas grandes.

## Projeto
Fundamentalmente, a disposição da mesa de uma plaina desempenadeira é projetada com dois níveis, como uma plaina desengrossadeira mais estreita, de modo que consiste em duas mesas paralelas longas e estreitas seguidas com uma cabeça de corte recuada entre elas, mas com uma guia lateral. Esta cabeça de corte é tipicamente acionada por um motor de indução elétrico (as máquinas mais antigas eram acionadas por correias a partir de eixos). Uma barreira móvel é normalmente ajustada perpendicularmente às mesas, embora alguns modelos possam permitir configurações (ajustes) em vários ângulos.
Essas messas são chamadas de alimentação e saída, a mesa da qual a peça de trabalho é inserida na máquina e a mesa de referência de altura na qual a peça de trabalho é levemente flutuante, deixando a cabeça de corte da máquina. As lâminas de corte são ajustadas para coincidir com a altura, espaçamento e esquadro da mesa de saída. A peça de trabalho a ser aplainada é colocada sobre a mesa de alimentação e passada sobre a cabeça de corte para a mesa de saída, com o cuidado de manter uma velocidade de alimentação constante e pressão para baixo.
A cabeça de corte contém duas ou mais facas alinhadas a uma aresta muito afiada. As facas estão dispostas radialmente na cabeça cilíndrica do cortador, de modo que suas arestas de corte se projetem da cabeça do cortador, de modo que entrem em contato com a placa cortada à medida que a cabeça do cortador gira. O eixo de rotação da cabeça de corte é paralelo às superfícies da mesa e perpendicular à direção da alimentação. As facas cortam a placa na direção oposta à da alimentação.
Alguns modelos de plainas desempenadeira mais caros contêm uma cabeça de corte em espiral ou helicoidal. Essa configuração possui muitas facas de auto-indexação montadas individualmente que podem ser giradas para uma nova aresta quando necessário. Outros modelos mais antigos têm cabeças de corte que não são cilíndricas, mas sim quadradas. Isso deixa uma região aberta significativamente maior abaixo do nível das bordas da lâmina e cria um risco maior, pois as mãos etc. podem ser mais puxadas e cortadas mais profundamente.
As mesas de alimentação e saída podem ser levantadas ou abaixadas independentemente uma da outra e em relação à cabeça do cortador, embora a mesa de saída esteja normalmente ajustada para que fique nivelada com as facas quando estiver no ponto morto superior da rotação da cabeça da cortadora. A mesa de alimentação é ajustada para ficar mais baixa que a mesa de alimentação e isso fornece a profundidade do corte.
Os marceneiros para oficinas domésticas geralmente têm uma largura de corte de 4 a 6 polegadas (100 a 150 mm). Máquinas maiores, geralmente de 8 a 16 polegadas (200 a 400 mm), são usadas em ambientes industriais.

## Operação
Em operação, a prancha a ser aplainada é mantida com a face contra a barreira lateral e a borda a ser articulada apoiada na mesa de alimentação. A prancha é atravessada através da cabeça do cortador e da mesa de saída. As facas na cabeça de corte rotativa removem uma quantidade de material e a relação das duas mesas e da barreira lateral mantém a placa orientada de tal maneira que o resultado é uma aresta que é plana ao longo de seu comprimento e perpendicular à face da placa.
Uma plaina desempenadeira também pode ser usada para achatar a face de uma prancha, nesse caso, o único foco é produzir uma superfície plana na face da prancha e a barreira lateral não é usada. Esse procedimento geralmente é realizado antes da junção da borda, para que a placa tenha uma face de referência plana para operações subsequentes. 

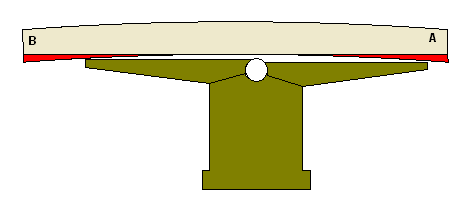
Alisamento 'coroa', a borda curvada de uma prancha inclinada: O alisamento é uma sequência de aproximação sucessiva. Cortes sucessivos são feitos de cada extremidade, prolongados sucessivamente cada vez que o tabuleiro é virado de ponta a ponta. Depois que a coroa é endireitada, a peça de trabalho será levada para uma serra de mesa para um corte para fazer uma nova aresta paralela — que provavelmente será suavizada por outra passagem pela plaina desempenadeira.

Para endireitar um pedaço de madeira curvada, a base da prancha fica temporariamente afastada da cabeça de corte. A máquina está ligada e a madeira é baixada lentamente para a mesa da máquina, com o lado côncavo voltado para baixo. Alguns cortes são feitos na seção vermelha "A". A madeira é virada de ponta a ponta e o mesmo procedimento é feito na seção "B". Isso é repetido conforme necessário, com o operador observando ao longo do comprimento da madeira de tempos em tempos para verificar a retidão da madeira. Quando a madeira é quase reta, a proteção é substituída e o último corte é feito da maneira normal.
O material torcido é tratado de maneira semelhante. O operador coloca a madeira na base da máquina e a balança lentamente de um lado para o outro para estimar a quantidade de torção. Se houver, digamos, 20 mm de torção na placa, ele mantém a placa nivelada e retira 10 mm de uma extremidade e depois a repete para a outra extremidade.
As plainas desempenadeiras também são usados para fazer rebaixos em madeira acabada. A barreira lateral é definida com a largura do desconto e a mesa de alimentação é definida com a profundidade. Um desempeno que é usado para rebaixos em madeira também tem as extremidades externas de suas lâminas afiadas e ajustadas com uma pequena folga da cabeça de corte.
Um desempeno não pode ser usado para criar uma placa de espessura uniforme ao longo de seu comprimento. Para esta tarefa, depois de aplainar uma face, uma plaina desengrossadeira é usada.
As plainas desempenadeiras e as plainas desengrossadeiras geralmente são combinadas em uma máquina, com a peça de trabalho passando por baixo da mesma lâmina rotativa para espessamento, mas na direção oposta.